# Snowboard na Zimowych Igrzyskach Olimpijskich 2010 – snowboard cross kobiet
Kobiety walczyły o medale olimpijskie w snowboard crossie 16 Lutego w Cypress Mountain Resort na tej samej trasie co mężczyźni. Faworytkami zawodów były świetnie startująca w Pucharze Świata Kanadyjka Maëlle Ricker, mistrzyni świata z 2009 r. Norweżka Helene Olafsen oraz wicemistrzyni olimpijska z 2006 r. i dwukrotna mistrzyni świata Amerykanka Lindsey Jacobellis. Mistrzyni olimpijska z Turynu, Szwajcarka Tanja Frieden nie startowała na tych igrzyskach. Reprezentantki Polski również nie startowały.
W kwalifikacjach najlepsza okazała się Szwajcarka Mellie Francon, w czołówce znalazły się także Jacobellis, Ricker i Olafsen. Z dobrej strony pokazała się także wicemistrzyni świata z 2009 r. Szwajcarka Olivia Nobs. W ćwierćfinałach swe biegi wygrały Jacobellis, Ricker, Francon i Nobs. Stawkę półfinalistek uzupełniły Olafsen oraz nieoczekiwanie Brytyjka Zoe Gillings i Francuzki Nelly Moenne-Loccoz oraz Déborah Anthonioz. W półfinale upadek zaliczyły Jacobellis i Francon tym samym przekreślając swe szanse na awans do finału, do którego trafiły z pierwszych miejsc Olafsen i Ricker oraz Anthonioz i Nobs. W finale upadek wcześnie zanotowała Olafsen, a nieco później także Olivia Nobs. Maëlle Ricker szybko objęła prowadzenie, którego nie oddała aż do mety. Na drugim miejscu bezpiecznie dojechała Déborah Anthonioz, a na trzecim Nobs, która szybciej pozbierała się po upadku.

## Wyniki

### Kwalifikacje
| Pozycja | Nr | Zawodniczka             | Państwo | Zjazd 1 | Zjazd 2 | Uwagi |
| ------- | -- | ----------------------- | ------- | ------- | ------- | ----- |
| 1       | 27 | Mellie Francon          | SUI     | 1:24.43 | 1:24.79 | Q     |
| 2       | 22 | Lindsey Jacobellis      | USA     | 1:26.13 | 1:25.41 | Q     |
| 3       | 20 | Maëlle Ricker           | CAN     | 1:43.59 | 1:25.45 | Q     |
| 4       | 30 | Olivia Nobs             | SUI     | 1:28.70 | 1:26.25 | Q     |
| 5       | 25 | Helene Olafsen          | NOR     | 1:40.43 | 1:26.94 | Q     |
| 6       | 31 | Nelly Moenne-Loccoz     | FRA     | 1:27.31 | 1:42.92 | Q     |
| 7       | 28 | Deborah Anthonioz       | FRA     | 1:27.61 | 1:27.49 | Q     |
| 8       | 19 | Zoe Gillings            | GBR     | 1:27.93 | DNF     | Q     |
| 9       | 32 | Simona Meiler           | SUI     | 1:45.16 | 1:27.94 | Q     |
| 10      | 36 | Doresia Kringsr         | AUT     | 1:36.55 | 1:28.98 | Q     |
| 11      | 17 | Sandra Frei             | SUI     | 1:29.46 | 1:43.38 | Q     |
| 12      | 23 | Faye Gulini             | USA     | 1:30.75 | 1:43.29 | Q     |
| 13      | 37 | Claire Chapotot         | FRA     | DNF     | 1:30.89 | Q     |
| 14      | 33 | Natsuko Doi             | JPN     | 1:31.23 | DNF     | Q     |
| 15      | 39 | Julie Wendel Lundholdt  | DUN     | 1:31.29 | 1:44.62 | Q     |
| 16      | 35 | Maria Ramberger         | AUT     | 1:43.54 | 1:33.08 | Q     |
| 17      | 26 | Raffaella Brutto        | ITA     | 1:34.12 | 1:37.94 |       |
| 18      | 34 | Stephanie Hickey        | AUS     | 1:35.26 | DNF     |       |
| 19      | 29 | Isabel Clark Ribeiro    | BRA     | 1:41.10 | 1:51.65 |       |
| 20      | 21 | Dominique Maltais       | CAN     | DNF     | 1:45.56 |       |
| 21      | 40 | Callan Chythlook-Sifsof | USA     | 1:59.04 | DNF     |       |
|         | 18 | Aleksandra Żekowa       | BUL     | DNF     | DNS     |       |
|         | 24 | Yuka Fujimori           | JPN     | DNS     | DNS     |       |
|         | 38 | Manuela Riegler         | AUT     | DNS     | DNS     |       |

## Runda Eliminacyjna

### Ćwierćfinał
Do ćwierćfinału zakwalifikowało się 16 zawodniczek
| Pozycja | Nr | Zawodniczka     | Kraj | Uwagi |
| ------- | -- | --------------- | ---- | ----- |
| 1       | 1  | Mellie Francon  | SUI  | Q     |
| 2       | 8  | Zoe Gillings    | GBR  | Q     |
| 3       | 9  | Simona Meiller  | SUI  |       |
| 4       | 16 | Maria Ramberger | AUT  |       |

| Pozycja | Nr | Zawodniczka         | Kraj | Uwagi |
| ------- | -- | ------------------- | ---- | ----- |
| 1       | 3  | Maëlle Ricker       | CAN  | Q     |
| 2       | 6  | Nelly Moenne-Loccoz | FRA  | Q     |
| 3       | 14 | Natsuko Doi         | JPN  |       |
| 4       | 11 | Sandra Frei         | SUI  | DNF   |

| Pozycja | Nr | Zawodniczka     | Kraj | Uwagi |
| ------- | -- | --------------- | ---- | ----- |
| 1       | 4  | Olivia Nobs     | SUI  | Q     |
| 2       | 5  | Helene Olafsen  | NOR  | Q     |
| 3       | 12 | Faye Gulini     | USA  |       |
| 4       | 13 | Claire Chapotot | FRA  |       |

| Pozycja | Nr | Zawodniczka            | Kraj | Uwagi |
| ------- | -- | ---------------------- | ---- | ----- |
| 1       | 2  | Lindsey Jacobellis     | USA  | Q     |
| 2       | 7  | Déborah Anthonioz      | FRA  | Q     |
| 3       | 10 | Doresia Krings         | AUT  |       |
| 4       | 15 | Julie Wendel Lundholdt | DUN  |       |

### 1/2 Finału
| Pozycja | Nr | Zawodniczka    | Kraj | Uwagi |
| ------- | -- | -------------- | ---- | ----- |
| 1       | 5  | Helene Olafsen | NOR  | Q     |
| 2       | 4  | Olivia Nobs    | SUI  | Q     |
| 3       | 8  | Zoe Gillings   | GBR  |       |
| 4       | 1  | Mellie Francon | SUI  |       |

| Pozycja | Nr | Zawodniczka         | Kraj | Uwagi |
| ------- | -- | ------------------- | ---- | ----- |
| 1       | 3  | Maëlle Ricker       | CAN  | Q     |
| 2       | 7  | Déborah Anthonioz   | FRA  | Q     |
| 3       | 6  | Nelly Moenne-Loccoz | FRA  |       |
| 4       | 2  | Lindsey Jacobellis  | USA  | DSQ   |

### Finał
Mały Finał
| Pozycja | Nr | Zawodniczka          | Kraj |
| ------- | -- | -------------------- | ---- |
| 5       | 2  | Lindsey Jacobellis   | USA  |
| 6       | 6  | Nellie Moenne-Loccoz | FRA  |
| 7       | 1  | Mellie Francon       | SUI  |
| 8       | 8  | Zoe Gillings         | GBR  |

Finał
| Pozycja | Nr | Zawodniczka       | Kraj |
| ------- | -- | ----------------- | ---- |
|         | 3  | Maëlle Ricker     | CAN  |
|         | 7  | Déborah Anthonioz | FRA  |
|         | 4  | Olivia Nobs       | SUI  |
| 4       | 8  | Helene Olafsen    | NOR  |